# Râu rồng (cây)
Huperzia squarrosa là một loài thực vật có mạch trong Họ Thạch tùng. Loài này được (G. Forst.) Trevis. mô tả khoa học đầu tiên năm 1875.

## Hình ảnh

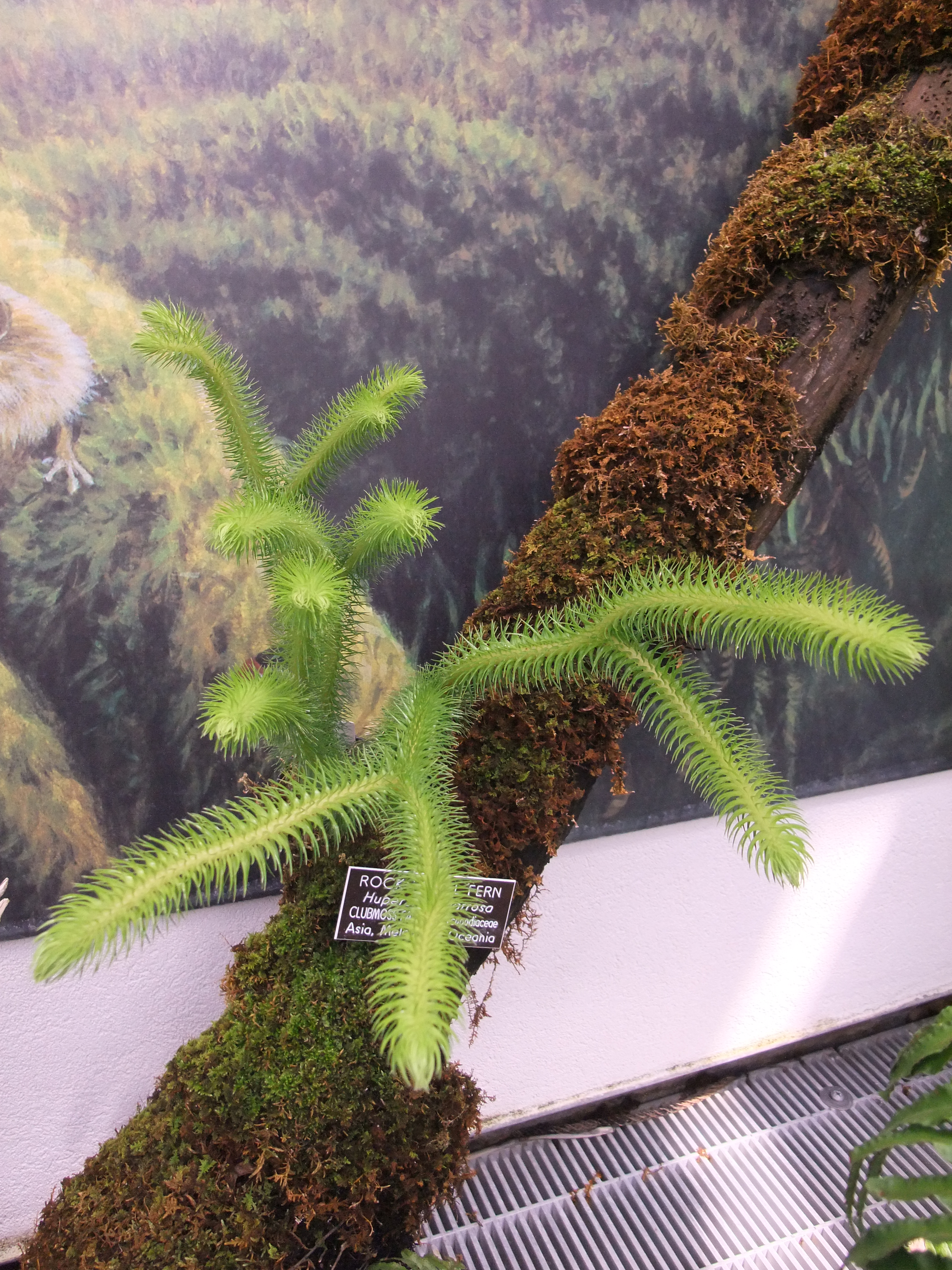
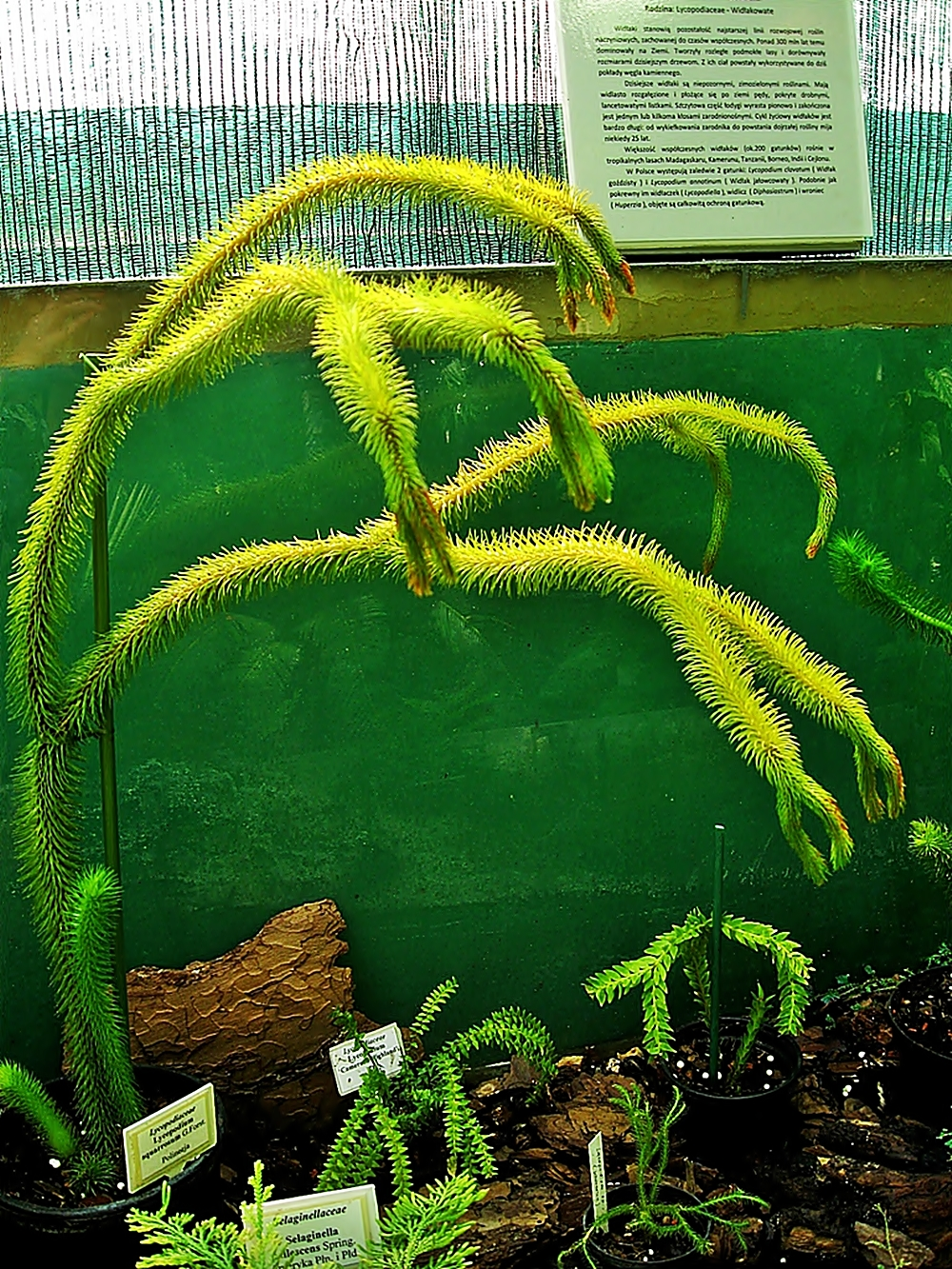
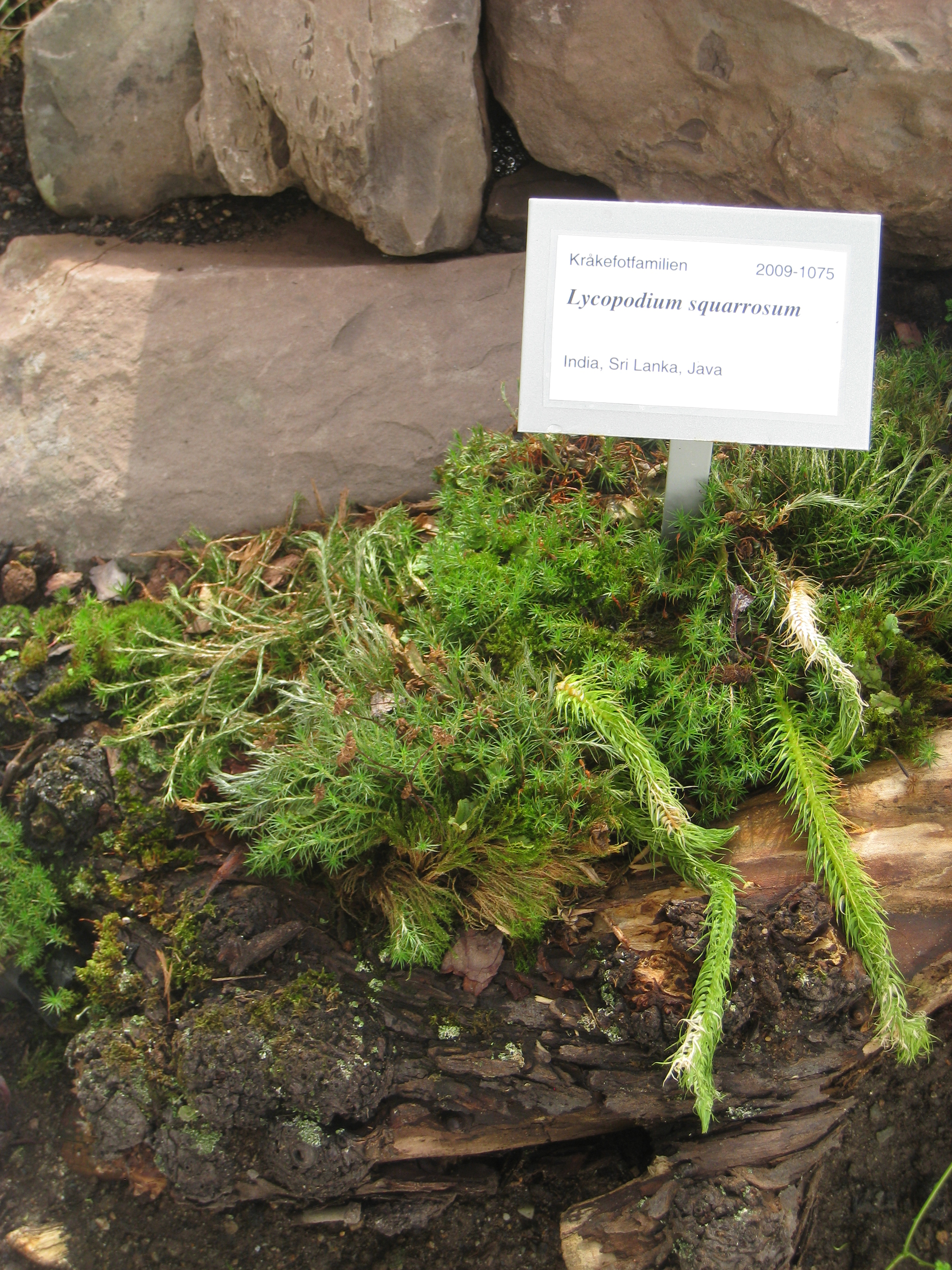
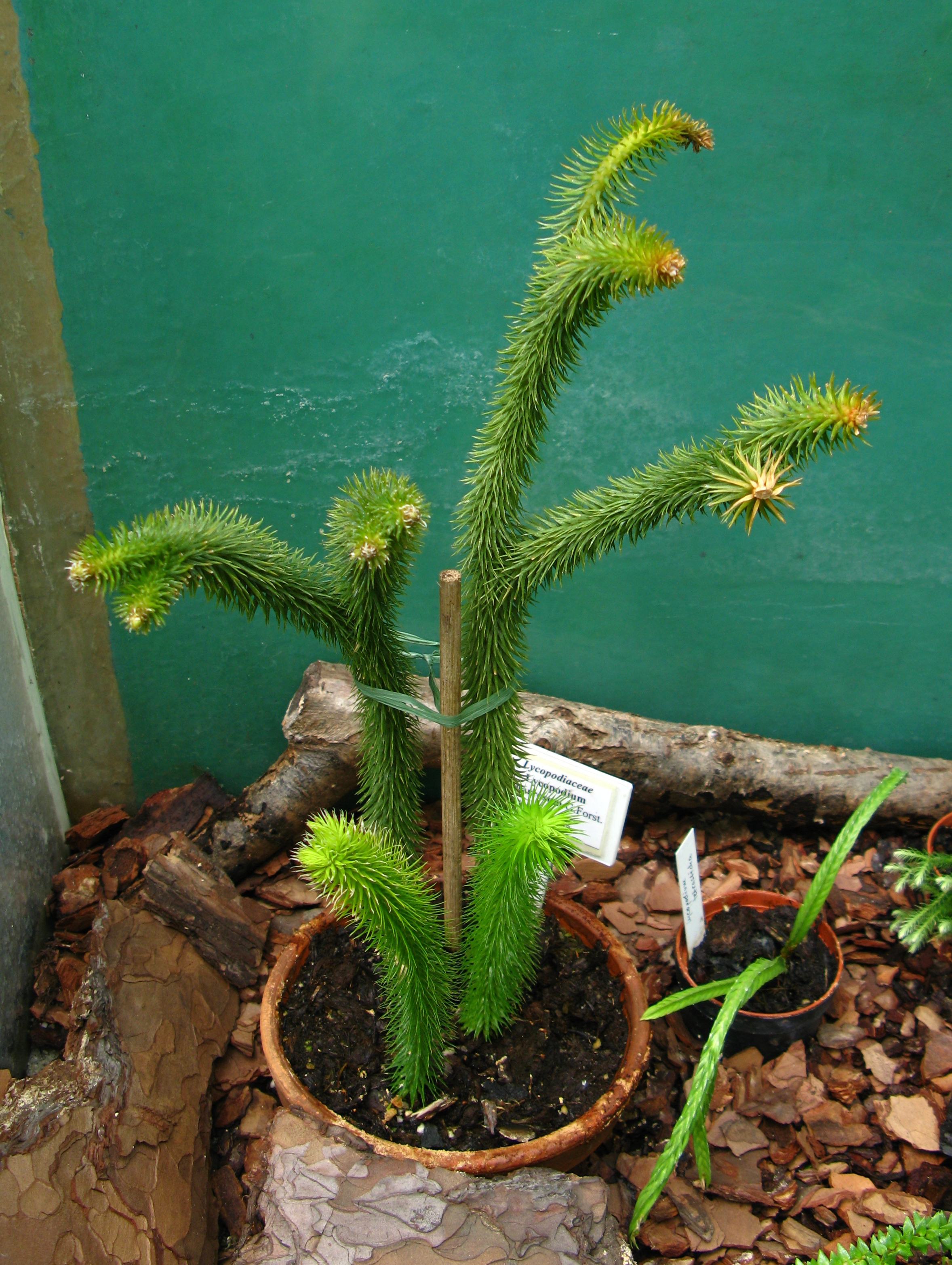